# خوش‌خوان سربی
خوش‌خوان سربی (نام علمی: Euphonia plumbea) نام یک گونه از سرده سهره‌های خوش‌خوان است.